# Beechcraft T-6 Texan II
Il T-6 Texan II è un addestratore intermedio, sviluppato e prodotto dall'azienda aeronautica statunitense Raytheon Aircraft Company, che ha acquisito nei primi anni ottanta le attività della Beechcraft Corporation, ora un brand della Textron Aviation Defense dal 2014.
Caratterizzato dalla propulsione turboelica, è equipaggiato dal Pratt & Whitney Canada PT6A-68 di produzione canadese, inoltre possiede una configurazione alare ad ala bassa e l'abitacolo può ospitare 2 posti in tandem. È dotato di due seggiolini eiettabili Martin-Baker, con capacità 0/0 e un sistema di frantumazione della cappottina, azionata automaticamente con l'eiezione, o manualmente in caso di necessità. È dotato di due valvole d'aria spillata dal compressore, per l'azionamento delle tute anti-G, previste per entrambi i piloti, date le prestazioni assai elevate e i limiti strutturali dell'aereo (+7.0g -3.5g).
Il trainer statunitense è stato sviluppato dallo svizzero Pilatus PC-9, rispetto al quale offre prestazioni lievemente superiori, anche se a prima vista i due addestratori appaiono molto simili. Attualmente la United States Navy utilizza il T-6B, versione full glass cockpit della precedente, dotata nell'abitacolo anteriore di un HUD, presso il Training Air Wing 5 di Whiting Field, Florida. È in programma la sostituzione dei T-34C anche presso il Training Air Wing 4 di Corpus Christi in Texas.
Nell'ottobre 2009 l'Aeronautica militare del Marocco diventa il cliente di lancio della nuova versione T-6C, variante aggiornata del T-6B Texan II, dotata di attacchi subalari per l'addestramento con munizioni reali. La forza aerea marocchina ha ordinato 24 esemplari nel quadro delle Foreign Military Sales; essi verranno impiegati per sostituire i Beechcraft T-34 Turbo Mentor ed i Cessna T-37 Tweet attualmente in uso. Il valore dell'accordo viene stimato attorno ai 185 milioni di dollari.
Dal modello è stata ricavata una variante da addestramento avanzato/attacco al suolo leggero/antisommossa indicata come AT-6 Wolverine, caratterizzata dalla maggior potenza disponibile e da piloni subalari.

## Consegna 1000º esemplare e raggiungimento 5.000.000 di ore di volo
Il 12 ottobre 2022 Textron Aviation Defense ha annunciato la consegna del millesimo Beechcraft T-6 Texan II, un esemplare destinato alla Fuerza Aérea Colombiana. In tale occasione è stato anche annunciato che la flotta globale di Texan II ha superato i cinque milioni di ore di volo.

## Utilizzatori
Argentina
- Fuerza Aérea Argentina

12 esemplari ordinati. Il fabbisogno indicato è di 24 esemplari. Al giugno 2018 risultano consegnati 6 esemplari e confermato l'ordine per tutti e 24 gli aerei. 4 esemplari saranno portati allo standard T-6C+ entro novembre 2018.
 Canada
- Royal Canadian Air Force

26 CT-156 Harvard II (impiegati dalla NATO Flying Training)
 Colombia
- Fuerza Aérea Colombiana

8 T-6C ordinati (fabbisogno complessivo di 24 esemplari) ad ottobre 2020, con i primi due consegnati a maggio 2021 ed entrati in servizio il 12 luglio dello stesso anno.
 Germania
- Luftwaffe

usati per la formazione dei propri piloti negli Stati Uniti e dotati di coccarde USAF
 Giappone
- Kōkū Jieitai

A novembre 2024, il Ministero della Difesa giapponese ha selezionato il T-6C come nuovo addestratore. Non è stato divulgato il numero di esemplari ordinati.
 Grecia
- Polemikí Aeroporía

45 T-6A ordinati nel 1999 e consegnati tra il 2002 e il 2003. Velivoli suddivisi in 25 T-6A standard e 20 T-6A-NTA dotati di sei punti d'attacco sotto le ali per una limitata capacità di attacco al suolo.
 Iraq
- Al-Quwwat al-Jawwiyya al-'Iraqiyya

15 T-6A ricevuti a partire dal 2009 e tutti in servizio al dicembre 2021, che vengono sottoposti ad aggiornamento da parte della Textron.
 Israele
- Heyl Ha'Avir

20 T-6A Texan II consegnati a partire dal 2009.
 Marocco
- Aeronautica militare del Marocco

24 T-6C consegnati a partire dal 2011 e tutti in servizio al marzo 2017.
 Messico
- Fuerza Aérea Mexicana

60 T-6C+ consegnati.
- Armada de México

13 T-6C in servizio all'aprile 2019.
 Nuova Zelanda
- Royal New Zealand Air Force

11 T-6C in servizio al 2016 (ordinati a febbraio 2013)
 Regno Unito
- Royal Air Force

10 ordinati, utilizzati per il programma MFTS (Military Flying Training System) e gestiti da Affinity Flying Services. Ulteriori 4 aerei sono stati consegnati il 3 novembre 2020, portando a 14 il numero degli esemplari ordinati.
 Stati Uniti
- United States Air Force

Uno dei 444 esemplari in organico a tutto l'aprile 2019, si è schiantato il 1 maggio dello stesso anno (un altro esemplare fu perso a settembre 2018).
 2 AT-6E per il ruolo COIN ordinati il 16 marzo 2020 ed entrati in servizio il 12 gennaio 2022. A settembre 2022, concluso il programma LAX (Light Attack Experimental) è stato comunicato che i 2 AT-6E saranno probabilmente dichiarati Excess Defense Articles (surplus) e posti in vendita. A settembre 2023, i due AT-6E sono stati trasferiti all'US Naval Test Pilot School (USNTPS), componente della divisione aeronautica del Naval Air Warfare Center (NAWCAD) del Naval Air Systems Command (NAVAIR) della US Navy Uniti.
- United States Navy

2 AT-6E ex USAF ricevuti a settembre 2023.
- United States Marine Corps
  - Naval Air Training Command

47 T-6B Texan II (nei prossimi anni saranno consegnati altri 95 esemplari)
 Thailandia
- Kongthap Akat Thai

12 T-6C ordinati il 28 settembre 2020, con consegne avvenute tra il novembre del 2022 ed l'agosto del 2023.
 8 AT-6TH da attacco leggero ordinati il 14 novembre 2021, con inizio consegne previsto per il 2023. I primi due T-6C consegnati il 4 novembre 2022.
 Tunisia
- Al-Quwwat al-Jawwiyya al-Tunisiyya

A ottobre 2019 il governo degli Stati Uniti aveva approvato la vendita alla Tunisia di 12 T-6C e attrezzature associate, ed a novembre il governo tunisino ha approvato l'acquisto di soli 8 addestratori. 8 T-6C e 4 AT-6C Wolverine da attacco leggero ordinati il 11 giugno 2021, con consegne a partire dal 2022. Il primo esemplare è stato consegnato negli Stati Uniti l'8 novembre 2022. I primi 4 esemplari sono entrati in servizio il 17 luglio 2023.
 Vietnam
- Không Quân Nhân Dân Việt Nam

Il 10 giugno 2021 il Dipartimento di Stato americano ha autorizzato il Vietnam all'acquisto di 3 addestratori T-6C Texan II con consegne a partire dal 2023. 12 T-6C ordinati ad agosto 2022, con i primi 5 aerei consegnati il 20 novembre 2024.

## Velivoli comparabili
Brasile
- Embraer EMB 314 Super Tucano

 Corea del Sud
- KAI KT-1

 Svizzera
- Pilatus PC-9
- Pilatus PC-21